# Covarianță Lorentz
În fizica relativistă⁠(d), simetria Lorentz, numită după Hendrik Lorentz, este o echivalență a observației sau a simetriei observaționale datorată relativității restrânse care implică faptul că legile fizicii rămân aceleași pentru toți observatorii care se mișcă unul în raport cu celălalt într-un sistem de referință inerțial. De asemenea, a fost descrisă drept „caracteristica naturii care spune că rezultatele experimentale sunt independente de orientarea sau viteza de amplificare a laboratorului prin spațiu”.
Covarianța Lorentz, un concept înrudit, este o proprietate a varietății spațiu-timp. Covarianța Lorentz are două semnificații distincte, dar strâns legate:
1. O mărime fizică se consideră a fi covariantă Lorentz dacă se transformă conform unei reprezentări a grupului Lorentz⁠(d). Conform teoriei de reprezentare a grupului Lorentz⁠(d), aceste cantități sunt construite din scalari⁠(d), 4-vectori, 4-tensori⁠(d) și spinori⁠(d). În special, un scalar covariant Lorentz (de exemplu, intervalul de spațiu-timp) rămâne același în raport cu transformările Lorentz și se spune că este invariant Lorentz (adică se transformă sub reprezentarea trivială⁠(d)).
2. O ecuație se spune că este covariantă Lorentz dacă poate fi scrisă în termeni de mărimi covariante Lorentz. Proprietatea cheie a acestor ecuații este aceea că, dacă acestea sunt valabile într-un sistem de referință inerțial, atunci ele sunt valabile în orice sistem de referință inerțial; rezultă din rezultat că, dacă toate componentele unui tensor dispar într-un singur sistem de referință, ele dispar în orice sistem de referință. Această condiție este o cerință a principiului relativității; toate legile negravitaționale trebuie să facă aceleași predicții pentru experimente identice care au loc în același eveniment de spațiu-timp în două sisteme de referință inerțiale diferite.

Pe varietăți, cuvintele covariant și contravariant⁠(d) se referă la modul în care obiectele se transformă prin transformările generale de coordonate. Atât 4-vectorii covarianți și cei contravarianți pot fi cantități covariante Lorentz.
Corespondența locală Lorentz, care rezultă din relativitatea generală, se referă la covarianța Lorentz aplicată doar local⁠(d) într-o regiune infinitezimală a spațiu-timpului în fiecare punct. Există o generalizare a acestui concept pentru a acoperi covarianța Poincaré și invarianța Poincaré.

## Exemple
În general, natura unui tensor Lorentz poate fi identificată prin ordinul tensorului său, adică numărul indicilor liberi pe care îi are. Lipsa indicilor nu înseamnă că este un scalar, ci că este un vector etc. Unii tensori cu interpretare fizică sunt enumerați mai jos.
Convenția de semn⁠(d) a metricii Minkowski η = diag (1, -1, -1, -1) este folosită în tot articolul.

### Scalari
Intervalul de spațiu-timp
{\displaystyle \Delta s^{2}=\Delta x^{a}\Delta x^{b}\eta _{ab}=c^{2}\Delta t^{2}-\Delta x^{2}-\Delta y^{2}-\Delta z^{2}}
Timpul propriu (pentru intervale temporale)
{\displaystyle \Delta \tau ={\sqrt {\frac {\Delta s^{2}}{c^{2}}}},\,\Delta s^{2}>0}
Distanța proprie (pentru intervale spațiale)
{\displaystyle L={\sqrt {-\Delta s^{2}}},\,\Delta s^{2}<0}
Masa
{\displaystyle m_{0}^{2}c^{2}=P^{a}P^{b}\eta _{ab}={\frac {E^{2}}{c^{2}}}-p_{x}^{2}-p_{y}^{2}-p_{z}^{2}}
Invarianți de electromagnetism
{\displaystyle {\begin{aligned}F_{ab}F^{ab}&=\ 2\left(B^{2}-{\frac {E^{2}}{c^{2}}}\right)\\G_{cd}F^{cd}&={\frac {1}{2}}\epsilon _{abcd}F^{ab}F^{cd}=-{\frac {4}{c}}\left({\vec {B}}\cdot {\vec {E}}\right)\end{aligned}}}
Operator d'Alembert⁠(d)/undă
{\displaystyle \Box =\eta ^{\mu \nu }\partial _{\mu }\partial _{\nu }={\frac {1}{c^{2}}}{\frac {\partial ^{2}}{\partial t^{2}}}-{\frac {\partial ^{2}}{\partial x^{2}}}-{\frac {\partial ^{2}}{\partial y^{2}}}-{\frac {\partial ^{2}}{\partial z^{2}}}}

### 4-vectori
4-deplasare⁠(d)
{\displaystyle \Delta X^{a}=\left(c\Delta t,{\vec {\Delta x}}\right)=(c\Delta t,\Delta x,\Delta y,\Delta z)}
4-poziție
{\displaystyle X^{a}=\left(ct,{\vec {x}}\right)=(ct,x,y,z)}
4-gradient⁠(d)
care este derivata parțială în 4D:Format:Paragraph {\displaystyle \partial ^{a}=\left({\frac {\partial _{t}}{c}},-{\vec {\nabla }}\right)=\left({\frac {1}{c}}{\frac {\partial }{\partial t}},-{\frac {\partial }{\partial x}},-{\frac {\partial }{\partial y}},-{\frac {\partial }{\partial z}}\right)}
4-viteză⁠(d)
{\displaystyle U^{a}=\gamma \left(c,{\vec {u}}\right)=\gamma \left(c,{\frac {dx}{dt}},{\frac {dy}{dt}},{\frac {dz}{dt}}\right)}Format:Paragraph unde {\displaystyle U^{a}={\frac {dX^{a}}{d\tau }}}
4-impuls⁠(d)
{\displaystyle P^{a}=\left(mc,{\vec {p}}\right)=\left({\frac {E}{c}},{\vec {p}}\right)=\left({\frac {E}{c}},p_{x},p_{y},p_{z}\right)}Format:Paragraph unde {\displaystyle P^{a}=m_{0}U^{a}}
4-curent⁠(d)
{\displaystyle J^{a}=\left(c\rho ,{\vec {j}}\right)=\left(c\rho ,j_{x},j_{y},j_{z}\right)}Format:Paragraph unde {\displaystyle J^{a}=\rho _{o}U^{a}}
4-potențial⁠(d)
{\displaystyle A^{a}=\left(\phi /c,{\vec {A}}\right)=\left(\phi /c,A_{x},A_{y},A_{z}\right)}

### 4-tensori
Delta Kronecker⁠(d)
{\displaystyle \delta _{b}^{a}={\begin{cases}1&{\mbox{if }}a=b,\\0&{\mbox{if }}a\neq b.\end{cases}}}
Metrica Minkowski (metrica spațiului plat conform relativității generale)
{\displaystyle \eta _{ab}=\eta ^{ab}={\begin{cases}1&{\mbox{if }}a=b=0,\\-1&{\mbox{if }}a=b=1,2,3,\\0&{\mbox{if }}a\neq b.\end{cases}}}
Simbolul Levi-Civita⁠(d)
{\displaystyle \epsilon _{abcd}=-\epsilon ^{abcd}={\begin{cases}+1&{\mbox{daca }}\{abcd\}{\mbox{ este o permutare para a lui }}\{0123\},\\-1&{\mbox{daca }}\{abcd\}{\mbox{ este o permutare impara a lui }}\{0123\},\\0&{\mbox{altfel.}}\end{cases}}}
Câmp tensorial electromagnetic⁠(d) (folosind o signatură a metricii⁠(d) de + − − − )
{\displaystyle F_{ab}={\begin{bmatrix}0&{\frac {1}{c}}E_{x}&{\frac {1}{c}}E_{y}&{\frac {1}{c}}E_{z}\\-{\frac {1}{c}}E_{x}&0&-B_{z}&B_{y}\\-{\frac {1}{c}}E_{y}&B_{z}&0&-B_{x}\\-{\frac {1}{c}}E_{z}&-B_{y}&B_{x}&0\end{bmatrix}}}
Câmp tensorial electromagnetic dual⁠(d)
{\displaystyle G_{cd}={\frac {1}{2}}\epsilon _{abcd}F^{ab}={\begin{bmatrix}0&B_{x}&B_{y}&B_{z}\\-B_{x}&0&{\frac {1}{c}}E_{z}&-{\frac {1}{c}}E_{y}\\-B_{y}&-{\frac {1}{c}}E_{z}&0&{\frac {1}{c}}E_{x}\\-B_{z}&{\frac {1}{c}}E_{y}&-{\frac {1}{c}}E_{x}&0\end{bmatrix}}}

## Modele care încalcă invarianța Lorentz
În teoria standard a câmpului, există constrângeri foarte stricte și severe asupra operatorilor marginali și relevanți⁠(d) care încalcă Lorentz atât în cadrul QED, cât și al modelului standard. Operatorii irelevanți care încalcă Lorentz pot fi suprimați printr-o scală ridicată de cutoff⁠(d), dar în mod obișnuit între ei sunt operatorii marginali și relevanți care încalcă Lorentz prin corecții radiative. Deci, există și constrângeri foarte severe și stricte asupra operatorilor ilegali care încalcă Lorentz.
Deoarece unele abordări ale gravitației cuantice conduc la încălcări ale invarianței Lorentz, aceste studii fac parte din gravitația cuantică fenomenologică⁠(d). Încălcările invarianței Lorentz sunt permise în teoria coardelor, în supersimetrie și în gravitația Horava-Lifshitz⁠(d).
Modelele care încalcă Lorentz se încadrează în mod obișnuit în patru clase: 

- Legile fizicii sunt exact covariante Lorentz, dar această simetrie se rupe spontan. În relativitatea restrânsă, aceasta conduce la fononi, care sunt bosonii Goldstone⁠(d). Fononii călătoresc cu viteză mai mică decât viteza luminii.
- Similar simetriei aproximative Lorentz a fononilor într-o latice (unde viteza sunetului joacă rolul vitezei critice), simetria Lorentz a relativității restrânse (cu viteza luminii ca viteză critică în vid) este doar o limită de energie mică a legilor fizicii, care implică noi fenomene la o anumită scară fundamentală. Particulele „elementare” convenționale nu sunt obiecte teoretice punctiforme, la scări foarte mici de distanță, și trebuie luată în considerare o lungime fundamentală diferită de zero. Încălcarea simetriei Lorentz este guvernată de un parametru dependent de energie care tinde la zero, pe măsură ce scade impulsul.[4] Astfel de modele necesită existența unui sistem de referință inerțial local privilegiat⁠(d) („sistemul de referință în repaus al vidului”). Acestea pot fi testate, cel puțin parțial, prin experimente cu raze cosmice de energii ultra-înalte, cum ar fi Observatorul Pierre Auger⁠(d).[5]
- Legile fizicii sunt simetrice în raport cu o deformare⁠(d) a invarianței Lorentzului sau mai general, grupul Poincaré, iar această simetrie deformată este exactă și neîntreruptă. Această simetrie deformată este, de asemenea, în mod tipic o simetrie a grupului cuantic⁠(d), care este o generalizare a unei simetrii de grup. Relativitatea restrânsă deformată⁠(d) este un exemplu al acestei clase de modele. Deformarea este dependentă de scară, ceea ce înseamnă că la scară largă mult mai mare decât scara Planck, simetria pare destul de asemănătoare cu cea a grupului Poincaré. Experimentele cu raze cosmice de energie înaltă nu pot testa astfel de modele.
- Relativitatea foarte restrânsă⁠(d) formează o clasă a ei; dacă paritate-sarcină⁠(d) (CP) ar fi o simetrie exactă, un subgrup al grupului Lorentz este suficient pentru a oferi toate previziunile standard. Nu este însă cazul.

Modelele aparținând primelor două clase pot fi consistente cu experimentul dacă se întâmplă ruperea Lorentz la scară Planck sau dincolo de acesta, sau chiar înainte de acesta în modele preonice⁠(d) adecvate, și dacă încălcarea simetriei Lorentz este guvernată de un parametru adecvat de energie dependent. Avem apoi o clasă de modele care se abate de la simetria Poincaré în apropierea scării Planck, dar tot curge spre un grup Poincaré exact la scări foarte mari. Acest lucru este valabil și pentru a treia clasă, care este în plus protejată de corecțiile radiative, deoarece încă există o simetrie exactă (cuantică).
Chiar dacă nu există nicio dovadă a încălcării invarianței Lorentz, mai multe căutări experimentale ale unor astfel de încălcări au fost efectuate în ultimii ani. Un rezumat detaliat al rezultatelor acestor căutări este dat în tabelele de date pentru încălcarea Lorentz și CPT.
Invarianța Lorentz este încălcată și în QFT, presupunând o temperatură diferită de zero.
Există dovezi în creștere și privind încălcarea invarianței Lorentz în semimetalele Weyl și semimetalele Dirac⁠(d).